# Svenska cupen i fotboll 2014/2015
Svenska cupen i fotboll 2014/2015 var den 59:e säsongen av huvudcupen i Sverige. Svenska cupen spelades med två omgångar på hösten där "elitlagen" gick in i andra omgången innan vinteruppehållet. På våren spelades ett gruppspel på 8 grupper med fyra lag i varje. Enbart vinnaren gick vidare till kvartsfinal.

## Kvalspel

### Dalarnas FF
Omgång 1
| Dalarna – Omgång 1 – 6 deltagande klubblag | Dalarna – Omgång 1 – 6 deltagande klubblag | Dalarna – Omgång 1 – 6 deltagande klubblag |
| ------------------------------------------ | ------------------------------------------ | ------------------------------------------ |
| Lag 1                                      | Resultat                                   | Lag 2                                      |
| Vansbro AIK                                | 0–7                                        | IFK Mora                                   |
| Slätta SK                                  | 2–0                                        | Skogsbo-Avesta                             |
| Stora Tuna                                 | 1–3                                        | Ulfshyttans IF                             |

Kvartsfinal
| Dalarna – Kvartsfinal – 8 deltagande klubblag | Dalarna – Kvartsfinal – 8 deltagande klubblag | Dalarna – Kvartsfinal – 8 deltagande klubblag |
| --------------------------------------------- | --------------------------------------------- | --------------------------------------------- |
| Lag 1                                         | Resultat                                      | Lag 2                                         |
| IFK Mora                                      | 00002–1 (e.f.)                                | Korsnäs IF                                    |
| Islingby IK                                   | 0–4                                           | Avesta AIK                                    |
| IK Brage                                      | 5–1                                           | Slätta SK                                     |
| Ulfshyttans IF                                | 0–8                                           | Dalkurd FF                                    |

Semifinal
| Dalarna – Semifinal – 4 deltagande klubblag | Dalarna – Semifinal – 4 deltagande klubblag | Dalarna – Semifinal – 4 deltagande klubblag |
| ------------------------------------------- | ------------------------------------------- | ------------------------------------------- |
| Lag 1                                       | Resultat                                    | Lag 2                                       |
| Dalkurd FF                                  | 4–0                                         | IFK Mora                                    |
| Avesta AIK                                  | 1–2                                         | IK Brage                                    |

Final
| Dalarna – Final – 2 deltagande klubblag | Dalarna – Final – 2 deltagande klubblag | Dalarna – Final – 2 deltagande klubblag |
| --------------------------------------- | --------------------------------------- | --------------------------------------- |
| Lag 1                                   | Resultat                                | Lag 2                                   |
| IK Brage                                | 1–2                                     | Dalkurd FF                              |

### Örebro Läns FF
Gruppspel
Grupp 1
| Nr | Lag – Örebro Län ( ) | S | V | O | F | GM | IM | MS | P |
| -- | -------------------- | - | - | - | - | -- | -- | -- | - |
| 1  | Nora-Pershyttan      | 2 | 2 | 0 | 0 | 4  | 1  | +3 | 6 |
| 2  | Karlslunds IF        | 2 | 1 | 0 | 1 | 2  | 3  | −1 | 3 |
| 3  | IK Sturehov          | 2 | 0 | 0 | 2 | 2  | 4  | −2 | 0 |

| Hemma \ Borta   | IKS | KIF | NP  |
| IK Sturehov     | —   | —   | 1–2 |
| Karlslunds IF   | 2–1 | —   | —   |
| Nora-Pershyttan | —   | 2–0 | —   |

Grupp 2
| Nr | Lag – Örebro Län ( ) | S | V | O | F | GM | IM | MS  | P |
| -- | -------------------- | - | - | - | - | -- | -- | --- | - |
| 1  | Rynninge IK          | 2 | 2 | 0 | 0 | 13 | 2  | +11 | 6 |
| 2  | Örebro Syrianska     | 2 | 1 | 0 | 1 | 4  | 7  | −3  | 3 |
| 3  | Vretstorps IF        | 2 | 0 | 0 | 2 | 2  | 10 | −8  | 0 |

| Hemma \ Borta    | RIK | VIF | ÖS  |
| Rynninge IK      | —   | —   | 6–1 |
| Vretstorps IF    | 1–7 | —   | —   |
| Örebro Syrianska | —   | 3–1 | —   |

Grupp 3
| Nr | Lag – Örebro Län ( ) | S | V | O | F | GM | IM | MS  | P |
| -- | -------------------- | - | - | - | - | -- | -- | --- | - |
| 1  | BK Forward           | 2 | 2 | 0 | 0 | 10 | 1  | +9  | 6 |
| 2  | IFK Kumla            | 2 | 1 | 0 | 1 | 6  | 5  | +1  | 3 |
| 3  | Mariebergs IK        | 2 | 0 | 0 | 2 | 1  | 11 | −10 | 0 |

| Hemma \ Borta | BKF | IFK | MIK |
| BK Forward    | —   | 4–1 | —   |
| IFK Kumla     | —   | —   | 5–1 |
| Mariebergs IK | 0–6 | —   | —   |

Finaler
| Örebro Län – Final – 4 deltagande klubblag | Örebro Län – Final – 4 deltagande klubblag | Örebro Län – Final – 4 deltagande klubblag |
| ------------------------------------------ | ------------------------------------------ | ------------------------------------------ |
| Lag 1                                      | Resultat                                   | Lag 2                                      |
| Rynninge IK                                | 1–1 (5–6 str.)                             | IFK Kumla                                  |
| Nora-Pershyttan                            | 2–2 (4–2 str.)                             | BK Forward                                 |

## Inledande omgångar

### Omgång 1
| Första omgången – 64 deltagande klubblag | Första omgången – 64 deltagande klubblag | Första omgången – 64 deltagande klubblag |
| ---------------------------------------- | ---------------------------------------- | ---------------------------------------- |
| Lag 1                                    | Resultat                                 | Lag 2                                    |
| Kungsbacka IF                            | 2–3                                      | Sävedalens IF                            |
| Wollmars FF                              | 1–4                                      | IK Frej                                  |
| IK Gauthiod                              | 00004–4 (e.f.) (3–4 str.)                | Norrby IF                                |
| Carlstad United                          | 00003–1 (e.f.)                           | IFK Åmål                                 |
| Östavalls IF                             | 1–6                                      | Hudiksvalls FF                           |
| Ytterhogdals IK                          | 0–1                                      | Sollefteå GIF                            |
| Eskilsminne IF                           | 7–1                                      | FC Höllviken                             |
| Gnosjö IF                                | 1–3                                      | Assyriska Turabdin                       |
| Asarums IF                               | 0–2                                      | Kristianstads FF                         |
| Nora-Pershyttan                          | 1–4                                      | Karlstad                                 |
| Upsala IF                                | 00002–2 (e.f.) (3–4 str.)                | Valsta Syrianska                         |
| Nässjö FF                                | 2–3                                      | Oskarshamns AIK                          |
| Eneby BK                                 | 0–7                                      | Motala AIF                               |
| Dalhem IF                                | 0–3                                      | Nyköpings BIS                            |
| Ockelbo IF                               | 00–12                                    | Dalkurd FF                               |
| Kvibille BK                              | 0–1                                      | IS Halmia                                |
| Strömsbergs IF                           | 2–4                                      | Vasalunds IF                             |
| Lindome GIF                              | 1–2                                      | Örgryte IS                               |
| IF Lödde                                 | 4–1                                      | Höganäs BK                               |
| IFK Malmö                                | 1–4                                      | Torns IF                                 |
| Kinna IF                                 | 1–6                                      | Torslanda IK                             |
| IFK Kumla                                | 0–1                                      | Skövde AIK                               |
| Sandviks IK                              | 00002–3 (e.f.)                           | IFK Luleå                                |
| Skoftebyns IF                            | 0–3                                      | FC Trollhättan                           |
| Konyaspor KIF                            | 0–6                                      | Huddinge IF                              |
| Akropolis IF                             | 1–2                                      | Västerås SK                              |
| BW 90                                    | 3–1                                      | BK Olympic                               |
| Grebbestads IF                           | 0–1                                      | Utsiktens BK                             |
| Eskilstuna City                          | 00002–1 (e.f.)                           | IF Sylvia                                |
| Myresjö/Vetlanda                         | 2–1                                      | Nybro IF                                 |
| Enskede IK                               | 0–1                                      | AFC United                               |
| Värmdö IF                                | 00001–1 (e.f.) (3–2 str.)                | Nacka FF                                 |

### Omgång 2
| Andra omgången – 64 deltagande klubblag | Andra omgången – 64 deltagande klubblag | Andra omgången – 64 deltagande klubblag |
| --------------------------------------- | --------------------------------------- | --------------------------------------- |
| Lag 1                                   | Resultat                                | Lag 2                                   |
| Hudiksvalls FF                          | 2–0                                     | Husqvarna FF                            |
| Nyköpings BIS                           | 1–3                                     | Syrianska FC                            |
| BW 90                                   | 0–5                                     | Östers IF                               |
| Kristianstads FF                        | 2–1                                     | Kalmar FF                               |
| IF Lödde                                | 0–1                                     | Ljungskile SK                           |
| Sävedalens IF                           | 2–5                                     | Ängelholms FF                           |
| Huddinge IF                             | 00002–2 (e.f.) (5–4 str.)               | Åtvidabergs FF                          |
| IK Frej                                 | 1–5                                     | IF Brommapojkarna                       |
| Dalkurd FF                              | 4–1                                     | GIF Sundsvall                           |
| Västerås SK                             | 3–1                                     | Östersunds FK                           |
| Vasalunds IF                            | 2–5                                     | IK Sirius                               |
| IFK Luleå                               | 0–2                                     | AIK                                     |
| Valsta Syrianska                        | 2–3                                     | Gefle IF                                |
| FC Trollhättan                          | 00002–1 (e.f.)                          | Falkenbergs FF                          |
| Assyriska Turabdin                      | 0–5                                     | IFK Göteborg                            |
| Skövde AIK                              | 4–5                                     | Varbergs BoIS                           |
| Eskilstuna City                         | 0–2                                     | Örebro SK                               |
| Myresjö/Vetlanda                        | 00002–1 (e.f.)                          | IFK Värnamo                             |
| Sollefteå GIF                           | 0–1                                     | Assyriska FF                            |
| Torns IF                                | 00001–1 (e.f.) (7–8 str.)               | Landskrona BoIS                         |
| AFC United                              | 00002–1 (e.f.)                          | Degerfors IF                            |
| Värmdö IF                               | 0–2                                     | Jönköpings Södra                        |
| Oskarshamns AIK                         | 0–4                                     | BK Häcken                               |
| Örgryte IS                              | 00001–2 (e.f.)                          | Halmstads BK                            |
| Torslanda IK                            | 1–4                                     | Helsingborgs IF                         |
| Motala AIF                              | 0–4                                     | Djurgårdens IF                          |
| Norrby IF                               | 00003–2 (e.f.)                          | Gais                                    |
| Utsiktens BK                            | 0–2                                     | Mjällby AIF                             |
| Carlstad United                         | 1–3                                     | IFK Norrköping                          |
| Karlstad BK                             | 1–2                                     | Hammarby IF                             |
| Eskilsminne IF                          | 1–6                                     | IF Elfsborg                             |
| IS Halmia                               | 00001–2 (e.f.)                          | Malmö FF                                |

## Gruppspel
Gruppspelet bestod av 32 lag som delades upp i åtta grupper med fyra lag i varje grupp. Alla lag i varje grupp spelade mot varandra en gång, vilket gav tre matcher per lag. Varje gruppvinnare gick sedan vidare till kvartsfinal.

### Grupp 1
| Nr | Lag              | S | V | O | F | GM | IM | MS  | P |
| -- | ---------------- | - | - | - | - | -- | -- | --- | - |
| 1  | Malmö FF         | 3 | 3 | 0 | 0 | 12 | 0  | +12 | 9 |
| 2  | Jönköpings Södra | 3 | 2 | 0 | 1 | 6  | 5  | +1  | 6 |
| 3  | Assyriska FF     | 3 | 1 | 0 | 2 | 3  | 6  | −3  | 3 |
| 4  | Hudiksvalls FF   | 3 | 0 | 0 | 3 | 2  | 12 | −10 | 0 |

| Hemma \ Borta    | AFF | HFF | JS  | MFF |
| Assyriska FF     | —   | 3–1 | —   | —   |
| Hudiksvalls FF   | —   | —   | 1–4 | 0–5 |
| Jönköpings Södra | 2–0 | —   | —   | —   |
| Malmö FF         | 3–0 | —   | 4–0 | —   |

### Grupp 2
| Nr | Lag              | S | V | O | F | GM | IM | MS  | P |
| -- | ---------------- | - | - | - | - | -- | -- | --- | - |
| 1  | IFK Göteborg     | 3 | 2 | 1 | 0 | 13 | 2  | +11 | 7 |
| 2  | FC Trollhättan   | 3 | 1 | 2 | 0 | 5  | 4  | +1  | 5 |
| 3  | Ljungskile SK    | 3 | 1 | 1 | 1 | 6  | 6  | 0   | 4 |
| 4  | Myresjö/Vetlanda | 3 | 0 | 0 | 3 | 1  | 13 | −12 | 0 |

| Hemma \ Borta    | FCT | IFK | LSK | M/V |
| FC Trollhättan   | —   | 2–2 | —   | 2–1 |
| IFK Göteborg     | —   | —   | 5–0 | —   |
| Ljungskile SK    | 1–1 | —   | —   | —   |
| Myresjö/Vetlanda | —   | 0–6 | 0–5 | —   |

### Grupp 3
| Nr | Lag              | S | V | O | F | GM | IM | MS | P |
| -- | ---------------- | - | - | - | - | -- | -- | -- | - |
| 1  | Hammarby IF      | 3 | 2 | 1 | 0 | 4  | 2  | +2 | 7 |
| 2  | AIK              | 3 | 2 | 0 | 1 | 8  | 2  | +6 | 6 |
| 3  | Landskrona BoIS  | 3 | 1 | 1 | 1 | 3  | 6  | −3 | 4 |
| 4  | Kristianstads FF | 3 | 0 | 0 | 3 | 1  | 6  | −5 | 0 |

| Hemma \ Borta    | AIK | HAIF | KFF | BOIS |
| AIK              | —   | 1–2  | —   | 4–0  |
| Hammarby IF      | —   | —    | —   | 1–1  |
| Kristianstads FF | 0–3 | 0–1  | —   | —    |
| Landskrona BoIS  | —   | —    | 2–1 | —    |

### Grupp 4
| Nr | Lag               | S | V | O | F | GM | IM | MS | P |
| -- | ----------------- | - | - | - | - | -- | -- | -- | - |
| 1  | IF Elfsborg       | 3 | 3 | 0 | 0 | 10 | 1  | +9 | 9 |
| 2  | IK Sirius         | 3 | 2 | 0 | 1 | 6  | 6  | 0  | 6 |
| 3  | AFC United        | 3 | 1 | 0 | 2 | 3  | 8  | −5 | 3 |
| 4  | IF Brommapojkarna | 3 | 0 | 0 | 3 | 1  | 5  | −4 | 0 |

| Hemma \ Borta     | AFC | IFE | IKS | BP  |
| AFC United        | —   | 1–5 | —   | 1–0 |
| IF Elfsborg       | —   | —   | 4–0 | 1–0 |
| IK Sirius         | 3–1 | —   | —   | —   |
| IF Brommapojkarna | —   | —   | 1–3 | —   |

### Grupp 5
| Nr | Lag         | S | V | O | F | GM | IM | MS | P |
| -- | ----------- | - | - | - | - | -- | -- | -- | - |
| 1  | BK Häcken   | 3 | 3 | 0 | 0 | 9  | 3  | +6 | 9 |
| 2  | Mjällby AIF | 3 | 2 | 0 | 1 | 8  | 4  | +4 | 6 |
| 3  | Östers IF   | 3 | 1 | 0 | 2 | 3  | 4  | −1 | 3 |
| 4  | Huddinge IF | 3 | 0 | 0 | 3 | 1  | 10 | −9 | 0 |

| Hemma \ Borta | BKH | HIF | MAIF | ÖIF |
| BK Häcken     | —   | —   | 4–2  | 2–0 |
| Huddinge IF   | 1–3 | —   | 0–4  | —   |
| Mjällby AIF   | —   | —   | —    | 2–0 |
| Östers IF     | —   | 3–0 | —    | —   |

### Grupp 6
| Nr | Lag           | S | V | O | F | GM | IM | MS | P |
| -- | ------------- | - | - | - | - | -- | -- | -- | - |
| 1  | Örebro SK     | 3 | 2 | 1 | 0 | 6  | 4  | +2 | 7 |
| 2  | Gefle IF      | 3 | 2 | 0 | 1 | 5  | 4  | +1 | 6 |
| 3  | Varbergs BoIS | 3 | 1 | 1 | 1 | 6  | 5  | +1 | 4 |
| 4  | Dalkurd FF    | 3 | 0 | 0 | 3 | 1  | 5  | −4 | 0 |

| Hemma \ Borta | DFF | GIF | VAR | ÖSK |
| Dalkurd FF    | —   | 1–2 | —   | 0–1 |
| Gefle IF      | —   | —   | 2–1 | —   |
| Varbergs BoIS | 2–0 | —   | —   | —   |
| Örebro SK     | —   | 2–1 | 3–3 | —   |

### Grupp 7
| Nr | Lag            | S | V | O | F | GM | IM | MS | P |
| -- | -------------- | - | - | - | - | -- | -- | -- | - |
| 1  | IFK Norrköping | 3 | 2 | 0 | 1 | 7  | 3  | +4 | 6 |
| 2  | Norrby IF      | 3 | 2 | 0 | 1 | 9  | 6  | +3 | 6 |
| 3  | Djurgårdens IF | 3 | 1 | 1 | 1 | 5  | 5  | 0  | 4 |
| 4  | Ängelholms FF  | 3 | 0 | 1 | 2 | 0  | 7  | −7 | 1 |

| Hemma \ Borta  | DIF | IFK | NIF | ÄFF |
| Djurgårdens IF | —   | 3–1 | —   | 0–0 |
| IFK Norrköping | —   | —   | —   | 2–0 |
| Norrby IF      | 4–2 | 0–4 | —   | —   |
| Ängelholms FF  | —   | —   | 0–5 | —   |

### Grupp 8
| Nr | Lag             | S | V | O | F | GM | IM | MS | P |
| -- | --------------- | - | - | - | - | -- | -- | -- | - |
| 1  | Helsingborgs IF | 3 | 1 | 2 | 0 | 7  | 3  | +4 | 5 |
| 2  | Halmstads BK    | 3 | 1 | 2 | 0 | 6  | 3  | +3 | 5 |
| 3  | Syrianska FC    | 3 | 1 | 1 | 1 | 5  | 6  | −1 | 4 |
| 4  | Västerås SK     | 3 | 0 | 1 | 2 | 3  | 9  | −6 | 1 |

| Hemma \ Borta   | HBK | HIF | SFC | VSK |
| Halmstads BK    | —   | —   | 3–0 | —   |
| Helsingborgs IF | 1–1 | —   | 2–2 | —   |
| Syrianska FC    | —   | —   | —   | 3–1 |
| Västerås SK     | 2–2 | 0–4 | —   | —   |

## Slutspel

### Kvalificerade lag
| Nr | Lag (grupp)         | S | V | O | F | GM | IM | MS  | P |
| -- | ------------------- | - | - | - | - | -- | -- | --- | - |
| 1  | Malmö FF (1)        | 3 | 3 | 0 | 0 | 12 | 0  | +12 | 9 |
| 2  | IF Elfsborg (4)     | 3 | 3 | 0 | 0 | 10 | 1  | +9  | 9 |
| 3  | BK Häcken (5)       | 3 | 3 | 0 | 0 | 9  | 3  | +6  | 9 |
| 4  | IFK Göteborg (2)    | 3 | 2 | 1 | 0 | 13 | 2  | +11 | 7 |
| 5  | Örebro SK (6)       | 3 | 2 | 1 | 0 | 6  | 4  | +2  | 7 |
| 6  | Hammarby IF (3)     | 3 | 2 | 1 | 0 | 4  | 2  | +2  | 7 |
| 7  | IFK Norrköping (7)  | 3 | 2 | 0 | 1 | 7  | 3  | +4  | 6 |
| 8  | Helsingborgs IF (8) | 3 | 1 | 2 | 0 | 7  | 3  | +4  | 5 |

### Slutspelsträd
|  | Kvartsfinaler   | Kvartsfinaler |              |   | Semifinaler | Semifinaler |  |  | Final | Final |
|  |                 |               |              |   |             |             |  |  |       |       |
|  |                 |               |              |   |             |             |  |  |       |       |
|  |                 |               |              |   |             |             |  |  |       |       |
|  | IFK Göteborg    | 2             |              |   |             |             |  |  |       |       |
|  | IFK Göteborg    | 2             |              |   |             |             |  |  |       |       |
|  | Helsingborgs IF | 0             |              |   |             |             |  |  |       |       |
|  | Helsingborgs IF | 0             | IFK Göteborg | 3 |             |             |  |  |       |       |
|  |                 |               | IFK Göteborg | 3 |             |             |  |  |       |       |
|  |                 | BK Häcken     | 1            |   |             |             |  |  |       |       |
|  | BK Häcken       | BK Häcken     | 1            | 3 |             |             |  |  |       |       |
|  | BK Häcken       |               |              | 3 |             |             |  |  |       |       |
|  | IFK Norrköping  | 1             |              |   |             |             |  |  |       |       |
|  | IFK Norrköping  | 1             | IFK Göteborg | 2 |             |             |  |  |       |       |
|  |                 |               | IFK Göteborg | 2 |             |             |  |  |       |       |
|  |                 | Örebro SK     | 1            |   |             |             |  |  |       |       |
|  | Malmö FF        | Örebro SK     | 1            | 0 |             |             |  |  |       |       |
|  | Malmö FF        |               |              | 0 |             |             |  |  |       |       |
|  | Örebro SK       | 1             |              |   |             |             |  |  |       |       |
|  | Örebro SK       | 1             | Örebro SK    | 2 |             |             |  |  |       |       |
|  |                 |               | Örebro SK    | 2 |             |             |  |  |       |       |
|  |                 | IF Elfsborg   | 0            |   |             |             |  |  |       |       |
|  | IF Elfsborg     | IF Elfsborg   | 0            | 3 |             |             |  |  |       |       |
|  | IF Elfsborg     |               |              | 3 |             |             |  |  |       |       |
|  | Hammarby IF     | 0             |              |   |             |             |  |  |       |       |
|  | Hammarby IF     | 0             |              |   |             |             |  |  |       |       |

### Kvartsfinal
| Kvartsfinal – 8 deltagande klubblag | Kvartsfinal – 8 deltagande klubblag | Kvartsfinal – 8 deltagande klubblag |
| ----------------------------------- | ----------------------------------- | ----------------------------------- |
| Lag 1                               | Resultat                            | Lag 2                               |
| Malmö FF                            | 0–1                                 | Örebro SK                           |
| IFK Göteborg                        | 2–0                                 | Helsingborgs IF                     |
| IF Elfsborg                         | 3–0                                 | Hammarby IF                         |
| BK Häcken                           | 3–1                                 | IFK Norrköping                      |

### Semifinal
| Semifinal – 4 deltagande klubblag | Semifinal – 4 deltagande klubblag | Semifinal – 4 deltagande klubblag |
| --------------------------------- | --------------------------------- | --------------------------------- |
| Lag 1                             | Resultat                          | Lag 2                             |
| IFK Göteborg                      | 3–1                               | BK Häcken                         |
| Örebro SK                         | 2–0                               | IF Elfsborg                       |

### Final
|             | 17 maj 2015 | IFK Göteborg       | 2 – 1           | Örebro SK | Gamla Ullevi                                                 |                                                              |
| 15:30 UTC+2 | 15:30 UTC+2 | Vibe 67′ Rieks 77′ | (0 – 1) Rapport | 23′ Nkili | Göteborg Publik: 16 761 Domare: Martin Strömbergsson (Gävle) | Göteborg Publik: 16 761 Domare: Martin Strömbergsson (Gävle) |
| 15:30 UTC+2 | 15:30 UTC+2 |                    |                 |           | Göteborg Publik: 16 761 Domare: Martin Strömbergsson (Gävle) | Göteborg Publik: 16 761 Domare: Martin Strömbergsson (Gävle) |
| 15:30 UTC+2 | 15:30 UTC+2 |                    |                 |           | Göteborg Publik: 16 761 Domare: Martin Strömbergsson (Gävle) | Göteborg Publik: 16 761 Domare: Martin Strömbergsson (Gävle) |